# Alípio Duarte Brandão
Alípio Duarte Brandão (Brazil, 7. lipnja 1992.), poznatiji pod imenom Alípio je brazilski nogometaš. Trenutno igra za brazilski Luverdense.
Svoju karijeru započeo je u portugalskom klubu Rio Ave sa samo 14 godina. Njegove dobre igre u mlađim kategorijama kluba prepoznali su veliki klubovi poput Real Madrida i Porta. Dana 10. studenog 2008. Real Madrid ga dovodi u svoje redove za oko 500 tisuća eura (oko 1,3 milijuna $). Prema portugalskom tisku i javnosti predviđaju mu veliku karijeru, a neki ga već nazivaju novi Cristiano Ronaldo.